# Marie Gross
Marie Gross, née Krebs le 23 juillet 1899 à Altenstadt et morte le 8 mai 1964 à Wissembourg est une résistante ayant permis l'évasion d'une soixantaine de prisonniers de guerre français pendant la Seconde Guerre mondiale.

## Biographie
Pendant la Seconde Guerre mondiale, avec son mari Paul, Marie Gross tient un débit de tabac rue Nationale à Wissembourg. Depuis la fin de la campagne de France, de nombreux prisonniers de guerre (PG) sont détenus dans la région et dans le Palatinat voisin où se trouvent de nombreux camps de prisonniers le long de l'ancienne frontière. Régulièrement, les prisonniers viennent acheter du tabac. Malgré la présence des gardes, Marie Gross discute en français avec eux.
Très rapidement, une relation s'établit et les prisonniers demandent de l'aide pour s'évader. Avec la complicité de son mari, Marie Gross recueille les évadés, les nourrit, les habille et les cache à son domicile ou au magasin. Avec le nombre croissant d'évadés, qui viennent la solliciter, elle doit faire appel à son entourage pour les habiller et les nourrir.
Elle apprend qu'un groupe de femmes, à Strasbourg, a organisé une filière d'évasion. Elle envoie son amie Anne-Marie Muller qui prend contact avec Lucienne Welschinger de l'Équipe Pur sang. Dorénavant, Anne-Marie Muller accompagne les évadés en train jusqu'à la gare de Strasbourg. Elle en accompagne d'autres à Reichhoffen où la filière du Rehtal appartenant au réseau Hector les prend en charge,.
À la suite du démantèlement de l''Équipe Pur sang en mars 1942, Marie Gross est arrêté puis relâchée par les Allemands. Mais, le 12 avril 1942, Anne-Marie Muller est arrêtée et Marie une nouvelle fois avec son époux Gross le 13 mai. Ils sont, tous les trois, conduits, pour interrogatoire, dans les bureaux de la Gestapo rue Sellenick à Strasbourg. Le 21 mai 1942, ils sont transférés au camp de sûreté de Vorbruck-Schirmeck. Marie Gross y est affectée à la buanderie où elle entretient les vêtements des gardes. Elle y fait la connaissance d'Alice et Marie-Louise Daul ainsi que de Lucienne Welschinger du groupe Équipe Pur sang.
Le 20 septembre 1942, Paul Gross est libéré pour raison de santé.
Marie Gross est jugée le 26 janvier 1943 par le Volksgerichtshof pour « aide à l'évasion ». L'acte d'accusation lui reproche d'avoir aidé une soixantaine de prisonniers. Selon les sources , la sentence n'est pas la même. L'une dit qu'elle serait condamnée à la peine de mort et qu'au bout de neuf mois elle apprend que sa peine est remise jusqu'à nouvel ordre,. L'autre annonce une condamnation à 8 ans de pénitencier.
Elle est internée à la prison de Stuttgart. À partir de juin 1943, elle peut recevoir la visite de son mari une fois par mois. En novembre 1943, elle est transférée à Francfort-sur-le-Main où elle partage sa cellule avec Lucienne Welschinger. Puis elle est déportée à la prison d'Aichach où elle est libérée par l'armée américaine le 29 avril 1945. Elle est rapatriée en France le 21 mai 1945.
Après le décès de Paul, le 17 juillet 1951, Marie Gross se remarie avec Frédéric Herrel en 1953.

## Distinctions
Elle est reconnue « Déporté résistant ».
- Médaille de la Résistance française par décret du 15 juin 1946[6].
- Médaille de la déportation pour faits de Résistance de par son statut de « déporté résistant »[5].